# Villa Diodati

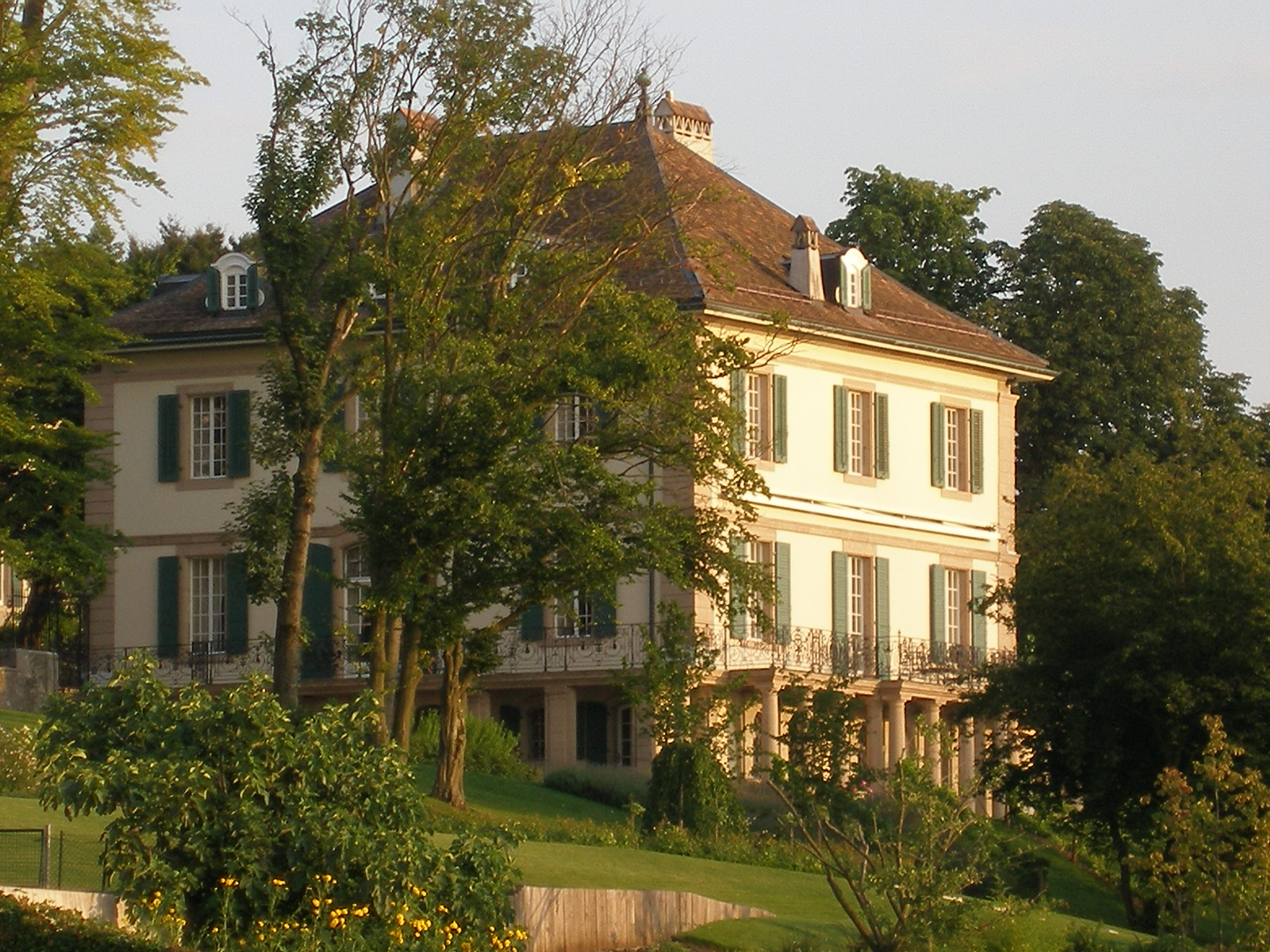
Villa Diodati, 2008.

Villa Diodati är en herrgård belägen i Cologny vid Genèvesjön i Schweiz. Den byggdes 1710 och är främst känd för att Lord Byron hyrde den och tillbringade sommaren 1816 i området tillsammans med Mary Shelley, Percy Bysshe Shelley, Claire Clairmont och John Polidori. År 1816 har kallats året utan sommar på grund av den mycket kalla sommaren på det norra halvklotet. Det har senare konstaterats att det berodde på ett utbrott från vulkanen Tambora våren 1815. Det dåliga vädret ledde till att sällskapet i Villa Diodati tillbringade mycket tid inomhus där de berättade spökhistorier, och under sommaren lades grunden till bland annat Byrons The Prisoner of Chillon, Shelleys Frankenstein och Polidoris The Vampyre.